# Mikołaj Burda
Mikołaj Piotr Burda (* 8. Juli 1982 in Toruń, Polen) ist ein polnischer Ruderer.

## Karriere
Burda begann mit dem Rudersport im Jahr 1995. Als 16-Jähriger konnte er bereits das erste Mal beim Ruder-Weltcup starten, er wurde als Leichtgewicht im Achter im belgischen Hazewinkel eingesetzt und gewann prompt eine Silbermedaille. Im gleichen Jahr gewann er im polnischen Junioren-Achter der offenen Gewichtsklasse die Goldmedaille bei den Jahrgangsweltmeisterschaften U19 in Plowdiw. 2000 folgte eine Silbermedaille bei der Junioren-WM im Zweier ohne Steuermann.
Mit dem Erreichen der Seniorenklasse konnte sich Burda ab 2001 als feste Größe des polnischen Männer-Achters etablieren. Im Olympiazyklus von Athen nahm er an den Weltmeisterschaften 2001 in Luzern, 2002 in Sevilla und 2003 in Mailand teil. Die Mannschaft erreichte dabei jeweils das B-Finale. Zu den Olympischen Sommerspielen 2004 in Athen ruderte Burda ebenfalls im polnischen Achter mit Bogdan Zalewski, Piotr Buchalski, Rafał Hejmej, Dariusz Nowak, Wojciech Gutorski, Sebastian Kosiorek, Michał Stawowski und Steuermann Daniel Trojanowski. Die Mannschaft konnte das Finale nicht erreichen und belegte Platz 8 in der Gesamtwertung.
In den vier Jahren vor den Spielen von Peking konnte sich der polnische Achter mit Burda regelmäßig im A-Finale der Weltmeisterschaften platzieren. Bei den Weltmeisterschaften 2005 in Japan wurde Platz 5 belegt, im Folgejahr bei der Ruder-WM in Eton Platz 6. In München 2007 folgte ein weiterer fünfter Platz und mit der Silbermedaille bei den wiedereingeführten Europameisterschaften im heimischen Posen gelang Burda und dem polnischen Achter die erste Podestplatzierung. Die Qualifikation zu den Olympischen Sommerspielen 2008 in Peking gelang ebenfalls. In der Besetzung Sebastian Kosiorek, Michał Stawowski, Patryk Brzeziński, Sławomir Kruszkowski, Wojciech Gutorski, Marcin Brzeziński, Rafał Hejmej, Schlagmann Burda und Steuermann Daniel Trojanowski erreichte das polnische Team das Finale und belegte dort Platz 5. In ähnlicher Besetzung wurde bei den Europameisterschaften wenige Wochen später außerdem die Bronzemedaille gewonnen.
Burda blieb dem Rudersport und dem polnischen Achter treu und konnte in der Folge einige EM-Medaillen und -Titel gewinnen. Bei den Europameisterschaften 2009 in Weißrussland wurde die Mannschaft erstmals Europameister, 2010 folgte eine EM-Silbermedaille. Die europäischen Titelkämpfe 2011 und 2012 gewann der polnische Achter mit Burda an Bord ebenfalls. Bei den Weltmeisterschaften war man nicht derart erfolgreich und belegte Platz 4 bei den Titelkämpfen 2009 in Posen, Platz 8 im Jahr 2010 und einen weiteren fünften Platz in der vorolympischen Saison 2011. Burda konnte als Stammkraft im Achter im Jahr 2012 zum dritten Mal an den Olympischen Sommerspielen teilnehmen. In London verpasste die Mannschaft mit Marcin Brzeziński, Piotr Juszczak, Burda, Piotr Hojka, Zbigniew Schodowski, Michał Szpakowski, Krystian Aranowski, Rafał Hejmej und Steuermann Daniel Trojanowski allerdings das Finale und belegte Platz 7.
Auch nach den Spielen in Großbritannien setzte Burda seine Karriere im polnischen Achter fort. Bei den Europameisterschaften 2013 erreichte er Silber. Bei den Weltmeisterschaften 2014 gewann Burda außerdem mit dem 3. Platz seine erste WM-Medaille. Mit drei vierten Plätzen bei den Weltmeisterschaften 2013 und Europameisterschaften 2014 und 2015 verpasste der polnische Achter weitere Medaillenplatzierungen knapp. Enttäuschend verliefen die Ruder-Weltmeisterschaften 2015 auf dem französischen Lac d’Aiguebelette, wo die Mannschaft aus Polen mit Burda nur den 8. Platz erreichte und die direkte Qualifikation für die Olympischen Sommerspiele in Rio de Janeiro verpasste. Nachdem die Qualifikation im Mai 2016 in Luzern nachgeholt werden konnte, erreichte der polnische Achter den fünften Platz bei den Olympischen Spielen 2016. Im Mai 2017 gewann der polnische Achter mit Burda hinter den Deutschen die Silbermedaille bei den Europameisterschaften 2017. 2018 wechselte Burda in den Vierer ohne Steuermann erreichte aber weder bei den Europameisterschaften noch bei den Weltmeisterschaften das Finale. 2019 siegte der polnische Vierer mit Mikołaj Burda, Mateusz Wilangowski, Marcin Brzeziński und Michał Szpakowski beim Weltcup-Auftakt in Plowdiw. Bei den Europameisterschaften 2019 gewann die Crew Silber hinter dem britischen Boot. Drei Monate später siegten die Polen bei den Weltmeisterschaften 2019 vor den Rumänen und den Briten. Im Jahr darauf belegte der polnische Vierer bei den Europameisterschaften in Posen den dritten Platz hinter den Niederländern und den Italienern. Bei den Olympischen Spielen in Tokio belegte der polnische Vierer den siebten Platz.
Mikołaj Burda hat von 2001 bis 2016 an allen Weltmeisterschafts- und Europameisterschafts-Titelkämpfen sowie an allen olympischen Ruderregatten im Männer-Achter teilgenommen. Er startete bis 2016 außerdem auf 39 Regatten des Ruder-Weltcups.
Burda startet für den Verein Bydgostia Bydgoszcz. Bei einer Körperhöhe von 1,91 m beträgt sein Wettkampfgewicht rund 98 kg.